# San Lorenzo del Vallo
San Lorenzo del Vallo ist eine italienische Stadt in der Provinz Cosenza in Kalabrien mit 3080 Einwohnern (Stand 31. Dezember 2023).

## Lage und Daten
In San Lorenzo del Vallo leben 3492 Einwohner (Stand am 28. Februar 2007). Die Nachbargemeinden sind Altomonte, Castrovillari, Roggiano Gravina, Spezzano Albanese und Tarsia.

## Sehenswürdigkeiten

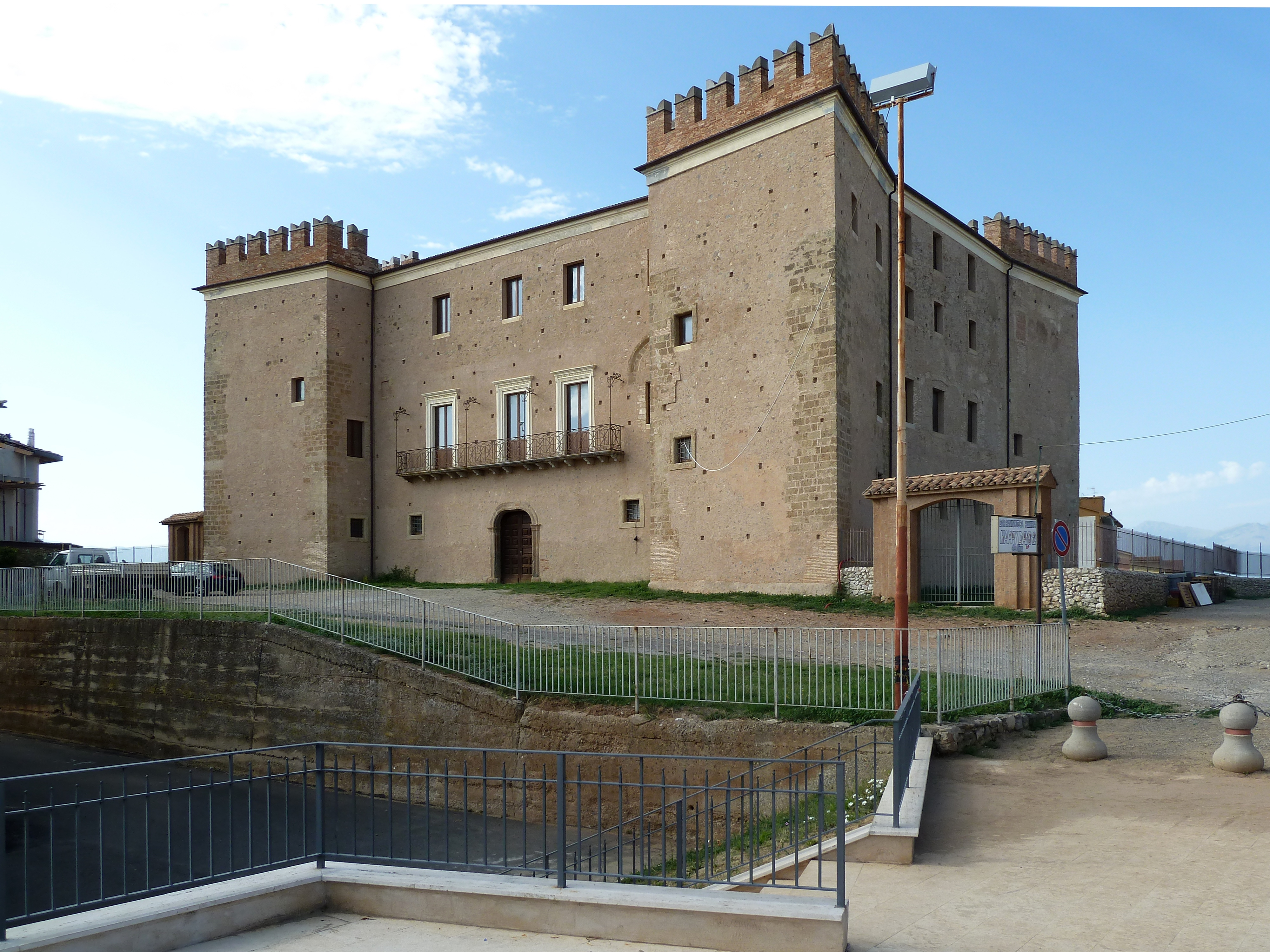
Burg in San Lorenzo del Vallo

Im Ort steht eine Burg aus dem 18. und 19. Jahrhundert. In der Pfarrkirche gibt es sehenswerte Gemälde.

## Söhne und Töchter der Stadt
- Antonio Ciliberti (1935–2017), römisch-katholischer Geistlicher, Erzbischof von Catanzaro-Squillace